# 少年快報
《少年快報》是由臺灣東立出版社於1989年底創刊的未經日本出版社合法授權週刊漫畫雜誌，簡稱《少快》。連載作品匯集集英社《週刊少年Jump》、小學館《週刊少年Sunday》、講談社《週刊少年Magazine》、秋田書店《週刊少年Champion》等四大漫畫雜誌，曾以23萬本的發行量創下臺灣漫畫史上的第一。

## 創刊源起與概要
這本盜版漫畫週刊是趁著臺灣法律的空窗期竄起的，原本在1970年代便有許多漫畫出版社自日本引進，未經合法授權自行翻譯出版。1987年7月15日解嚴之後，漫畫出版送審制度自動失效，漫畫盜印業界頓時呈現百家爭出的混亂局面，搶譯、搶稿甚至撞稿的情況比比皆是。靠著盜版千葉徹彌漫畫《好小子》起家的東立出版社因嚴格要求翻譯品質而樹立口碑，當時的出版量約佔75%左右。1988年由於市場競爭白熾化，東立與其餘八家出版業者商議所有的日本漫畫按市場佔有率抽稿分配，東立取得45%的分稿量，其餘55%由八家均分；而市面上依舊充斥著盜版日本漫畫。
1989年7月，市場上突然出現一本盜版漫畫週刊《童年快報》，打破了分稿協議的默契；於是九家盜版業者再次協商，期刊出版不受分稿協議的約束。不過《童年快報》定價為新台幣100元，因消費主力中、小學生負擔不起此價格，每週發行量僅有八、九千本，銷售成績並不佳。東立也在1989年11月創辦了《少年快報》週刊，集合了《七龍珠》、《城市獵人》、《七笑拳》、《七小福》、《聖鬥士星矢》、《十項王子》（池上遼一作品，後來時報文化取得版權並更名為《帝王之子》）、《魁！！男塾》、《魔界學園》、《武裝警察》、《勇者鬥惡龍 達伊的大冒險》、《功夫旋風兒》、《電影少女》等知名暢銷作品，並以新台幣30元的超低價格殺入市場。這本盜版漫畫週刊奇蹟似地暴起，至1990年中的銷售量約13萬冊左右；而1992年更遽增至23萬冊之譜，創下臺灣漫畫史上最高的發行量。
《少年快報》的成功帶動其他盜版漫畫期刊成長，一時之間市面上多達二十餘種盜版漫畫雜誌。光是東立出版社本身就推出了《城市快報》半月刊、《少年特刊》週刊、《少年別冊》週刊、《小英雄漫畫快報》月刊、《Ｖ少年》月刊、《少女漫畫》月刊、《東立焦點快報》半月刊、《一〇〇％漫畫》月刊、《天使漫畫》月刊（後二者由東立代為發行）等，而大然出版社則有《公主》半月刊、《焦點漫畫》半月刊、《菈菈》月刊等刊物。
眾家業者見到《少年快報》如此暢銷，無不眼紅。1992年初大然出版社推出盜版漫畫雜誌《特快少年》企圖分一杯羹，但是發行了12期後宣告失敗。同年6月因臺灣修正著作權法，規定翻譯外國人的著作只能販售至1994年6月12日為止（也就是所謂的「六一二大限」），該盜版雜誌遂於同年7月停刊，總共出版了134期、歷時2年半。
後來東立獲得講談社正式授權，推出《週刊少年Magazine》中文版，並命名為《新少年快報》。由於原《少年快報》刊載的作品分屬集英社、小學館、講談社、秋田書店等多家出版社，在正式代理後分別歸於東立的《寶島少年》、大然文化的《熱門少年TOP》（前二者均代理集英社《週刊少年Jump》）和長鴻出版社的《冠軍少年》（代理秋田書店《週刊少年Champion》）等漫畫週刊上，而導致《新少年快報》之連載陣容不像盜版時期堅強，故最高銷售量僅約7萬本左右。

## 負面影響
1960年代初期臺灣開始實施漫畫審查制度以來，扼殺了本土漫畫創作的空間。從原本葉宏甲的《諸葛四郎》和陳海虹的《小俠龍捲風》開創的漫畫創作風潮，到「南許北游」、洪義男、蔡志昌、范萬楠（藝南）、淚秋、陳益男、王朝基、陳文富等人接手發展的武俠漫畫之路，都被審查制度淹沒。1990年代日本盜版漫畫迅速填補市場的真空，像《少年快報》以薄利多銷的正確策略開發出23萬冊的驚人市場，這是讓人無法預料的。《少年快報》替出版社和印刷廠帶來經濟效益，加上當時臺灣社會日趨開放，能夠賺錢的漫畫產業引起大家的注目，也間接使得「漫畫」成為流行文化。
《少年快報》的存在排擠了本土漫畫創作者的生存機會；而且在讀者大量接觸日本漫畫的情況下，本土創作者的畫風與劇情勢必向「日本化」靠攏。此外，當時臺灣沒有明訂過濾色情、暴力的規範，容易誤導兒童與青少年的價值觀，戕害其身心發展；譬如該雜誌初期刊載了池上遼一畫作的《十項王子》（後來時報文化取得版權後更名為《帝王之子》）就出現許多兒童不宜的畫面，中期刊載桂正和畫作的《電影少女》亦出現描寫女性身體細部（雖然沒有露點）的畫面。在漫畫分級制度尚未上路前，對兒童與青少年的身心影響甚鉅
遭到盜版的日方出版社，對於《少年快報》明目張膽的行徑感到驚訝，1998年時任講談社國際室次長的阿久津勝曾表示：
|  | 1990年初在臺灣市面上出現混合《週刊少年Magazine》、《週刊少年Sunday》、《週刊少年Jump》、《週刊少年Champion》等日本少年漫畫雜誌的盜版作品，此外還有相關商品及單行本等，出刊的時間大約比日本慢一個月左右。對這種將所有少年漫畫誌的人氣漫畫集結而產生的漫畫雜誌，我們的反應已經超越了憤怒，幾乎是驚嘆了。 |

## 外部連結
- 少年快報(1990~1992)